# Issa Kobayashi
Issa Kobayashi (în japoneză 小林 一茶, n. 15 iunie 1763, Kashiwabara⁠(d), Prefectura Nagano, Japonia – d. 5 ianuarie 1828, Kashiwabara⁠(d), Prefectura Nagano, Japonia) a fost un poet și preot budist japonez.
A fost unul din maeștrii genului haiku.
Lirica sa se remarcă prin simplitatea rar întâlnită a exprimării sentimentelor, iubirea sau compasiunea pentru toate făpturile, într-o perfectă comuniune cu universul, vigoarea umorului de sursă populară, plasticitatea imaginii.

Mi-e sacul gol -
dar ce liniste,
ce racoare!

Lumea-i ca roua -
doar ca roua.
Si totusi...

Coliba mea -
rochita randunicii
o acopera.

Ploaie de primavara:
o scrisoare rupta, 
dusa de vant prin padure.

Un zmeu frumos
s-a inaltat
din coliba cersetorului.

Primavara incepe din nou;
o noua nebunie
se adaoga celei vechi.